# Symfonie nr. 2 (Weinberg)
Mieczysław Weinberg voltooide zijn Symfonie nr. 2 (voor strijkorkest) in 1946. Hij had het werk snel op papier staan want hij begon op 30 december 1945 en voltooide het op 16 januari 1946. Dat was dan ook het enige vlotte aan dit werk. De eerste uitvoering vond pas plaats op 11 december 1964. Plaats van handeling was toen de grote concertzaal in het Conservatorium van Moskou, het orkest was het USSR Staats Symfonieorkest, dirigent was Kurt Sanderling, aan wie het werk uiteindelijk werd opgedragen.
Het werk werd ingedeeld als zijnde neoclassicistisch, hetgeen niet al te veel bezwaren zou hebben moeten opleveren in de behoudende muziekwereld binnen de Sovjet-Unie. Het uitstel van uitvoeren van dit werk, kan daar toch op terug te voeren zijn. In 1948 werden diverse componisten gesommeerd hun muziek meer af te stemmen op het “gewone” volk. Onder andere Weinbergs vriend (en voorbeeld) Dmitri Sjostakovitsj werd getroffen door een ban. Zijn werken die in de ogen van de overheid te moeilijk waren, mochten niet meer uitgevoerd worden. Weinbergs muziek wordt vaak vergeleken met die van Sjostakovitsj, ook in Weinbergs tweede symfonie is de muziek van Sjostakovitsj niet ver weg.
De opbouw van de symfonie wijkt af van de vierdelige klassieke indeling:
- Allegro moderato
- Adagio
- Allegretto

Nr. 1 · Nr. 2 · Nr. 3 · Nr. 4 · Nr. 5 · Nr. 6 · Nr. 7 · Nr. 8 · Nr. 9 · Nr. 10 · Nr. 11 · Nr. 12 · Nr. 13 · Nr. 14 · Nr. 15 · Nr. 16 · Nr. 17 · Nr. 18 · Nr. 19 · Nr. 20 · Nr. 21 · Nr. 22